# Thomas Kurian
Thomas Kurian (* 10. September 1979, auch Thomas Kurien) ist ein indischer Badmintonspieler. 

## Karriere
Thomas Kurian wurde 1998 nationaler Juniorenmeister in Indien. Bei den Scottish Open 2002 belegte er Rang zwei ebenso wie bei den Südasienspielen 2006. 2005 siegte er bei den India International.

## Sportliche Erfolge
| Saison | Veranstaltung               | Disziplin | Platz | Partner      |
| ------ | --------------------------- | --------- | ----- | ------------ |
| 1998   | India Junior Nationals 1998 | MS        | 1     |              |
| 2005   | Polish Open 2005            | MS        | 3     |              |
| 2005   | India International 2005    | MS        | 1     |              |
| 2010   | South Asian Games 2010      | XD        | 2     | Aparna Balan |